# تاريخ العلاج الكيميائي للسرطان

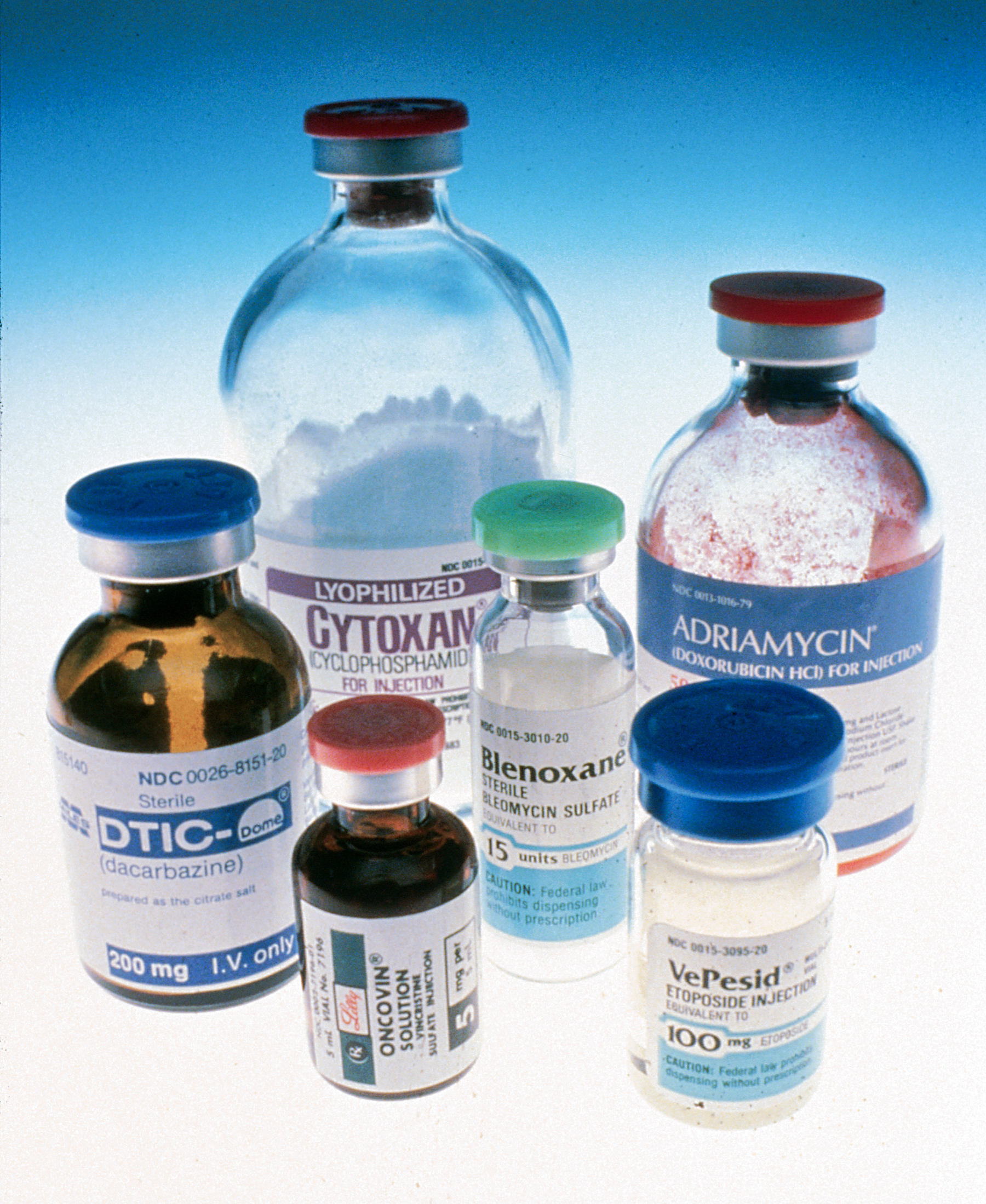
ستة زجاجات من وكلاء العلاج الكيميائي للحقن، كما سوّق لها في الولايات المتحدة ج. عام 1993. عقارب الساعة من المركز: بلوميسين، مضاد حيوي مضاد للأورام؛فينكريستين، سم المغزل. داكاربازين ، وكيل ألكيلات؛ سيكلوفوسفاميد ، خردل النيتروجين؛ دوكسوروبيسين ، أنثراسيكلين؛ وإيتوبوسيد ، مثبط توبويزوميراز.

بدأ عصر العلاج الكيميائي للسرطان في الأربعينيات من القرن الماضي مع أول استخدام لخردل النيتروجين وأدوية مضادات حمض الفوليك. في العصر الحالي، بدأت ثورة العلاج الموجّه، لكن لا يزال هناك الكثير من مبادئ وقيود العلاج الكيميائي التي اكتشفها الباحثون الأوائل.

## البدايات
يمكن تتبع بدايات العصر الحديث للعلاج الكيميائي للسرطان مباشرة إلى مقدمة الحرب الكيميائية الألمانية خلال الحرب العالمية الأولى. ومن بين العوامل الكيميائية المستخدمة، كان غاز الخردل مدمرًا بشكل خاص. على الرغم من حظر بروتوكول جنيف في عام 1925، إلا أن ظهور الحرب العالمية الثانية تسبب في مخاوف بشأن احتمال إعادة إدخال الحرب الكيميائية. أدت هذه المخاوف إلى اكتشاف غاز الخردل النيتروجيني، وهو عامل حرب كيميائي، كعلاج فعال للسرطان. تم تعيين اثنين من الصيدليين من كلية ييل للطب، لويس إس غودمان وألفريد جيلمان، من قبل وزارة الدفاع الأمريكية للتحقيق في التطبيقات العلاجية المحتملة لعوامل الحرب الكيميائية. لاحظ غودمان وجيلمان أن غاز الخردل عامل متقلب للغاية بحيث لا يكون مناسبًا للتجارب المعملية. قام العالمان بتبديل جزيء نيتروجين بجزيء كبريت وكان له مركب أكثر ثباتًا في خردل النيتروجين. بعد مرور عام على بدء بحثهم، أدت غارة جوية ألمانية في باري بإيطاليا إلى تعرض أكثر من 1000 شخص إلى الشحنة السرية، المكونة من قنابل غاز الخردل. اقتيد الدكتور ستيوارت فرانسيس ألكساندر، المقدم كولونيل الذي كان خبيرًا في الحرب الكيميائية، للتحقيق في ما بعد. أشار تشريح الضحايا إلى أن التثبيط اللمفاوي والنخاعي قد حدث بعد التعرض. في تقريره، قام الدكتور ألكساندر بوضع نظرية مفادها أنه نظرًا لأن غاز الخردل قد توقف عن تقسيم أنواع معينة من الخلايا الجسدية التي كان من طبيعتها الانقسام السريع، فإنه من المحتمل أيضًا استخدامها للمساعدة في تثبيط انقسام أنواع معينة من الخلايا السرطانية.
باستخدام هذه المعلومات، أوضح غودمان وجيلمان أنه يمكن استخدام هذا العامل لعلاج سرطان الغدد الليمفاوية، فقاموا أولاً بإعداد نموذج حيواني عن طريق زرع الأورام اللمفاوية في الفئران وأثبتوا استطاعتهم علاجهم بعوامل الخردل. بعد ذلك، وبالتعاون مع الجراح الصدري، غوستاف ليندسكوغ، قاموا بحقن مادة مشابهة، موستين (النموذج الأولي لنيتروجين الخردل المضادة للعلاج الكيميائي)، إلى مريض مصاب بسرطان الغدد الليمفاوية غير هودجكين. ولاحظوا انخفاضًا كبيرًا في كتل ورم المريض. على الرغم من أن التأثير لم يستمر سوى أسابيع قليلة، وكان على المريض العودة للحصول على مجموعة أخرى من العلاج، فقد كانت هذه هي الخطوة الأولى لإدراك أنه يمكن علاج السرطان عن طريق العوامل الدوائية. تم نشر أول تجارب سريرية في عام 1946 في نيويورك تايمز.

## مضاد الفوليك

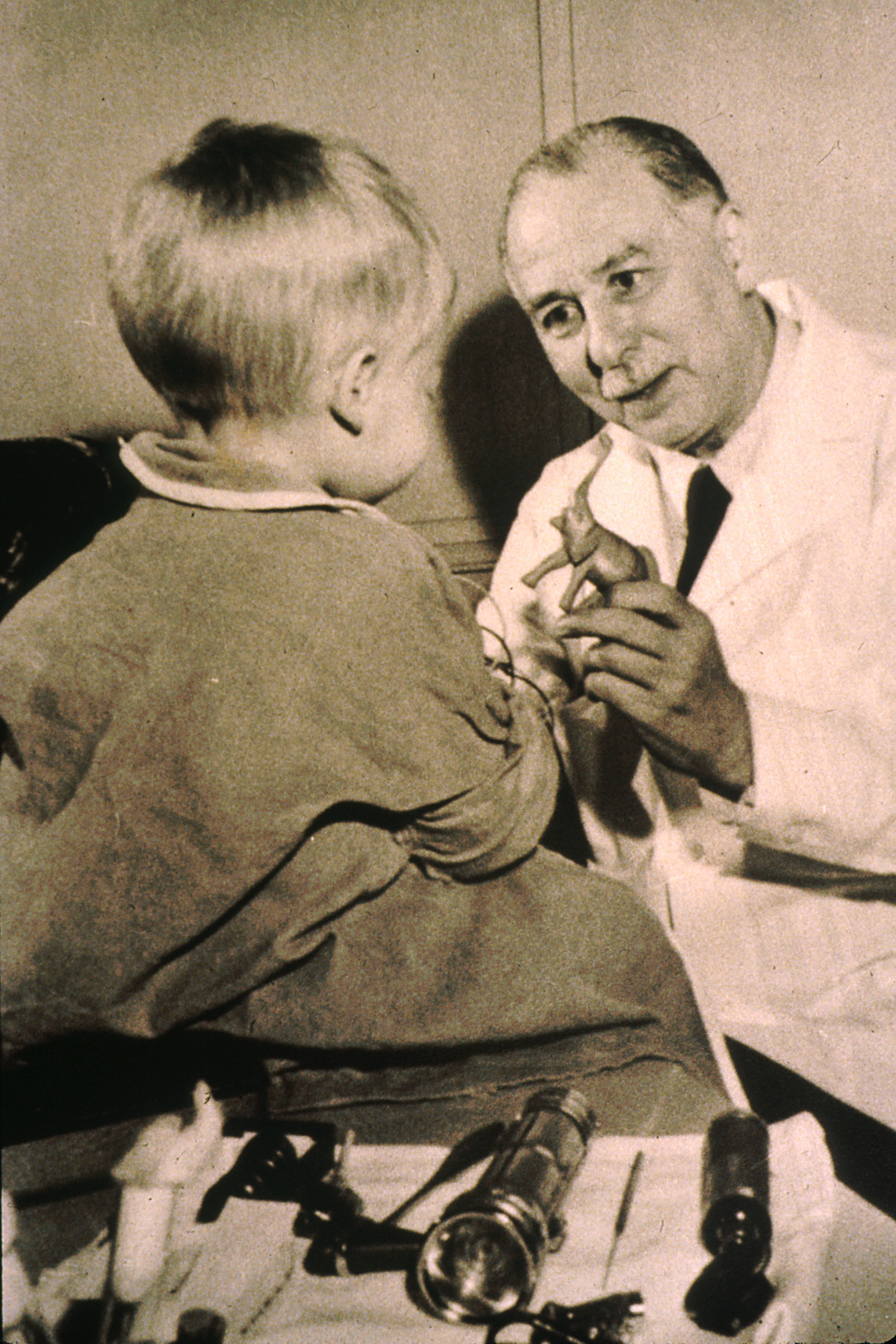
كان لعمل فاربر دورٌ مهمٌ في إظهار أن العلاج الدوائي الفعال للسرطان كان ممكنًا، وحتى يومنا هذا، يُعتبر والد العلاج الكيميائي الحديث.

بعد وقت قصير من الحرب العالمية الثانية، بدأ النهج الثاني للعلاج بالعقاقير من السرطان. سيدني فاربر، أخصائي علم الأمراض في كلية الطب بجامعة هارفارد، درس آثار حمض الفوليك على مرضى سرطان الدم. اكتُشف حمض الفوليك، وهو فيتامين ضروري لاستقلاب الحمض النووي (لم يكن يعرف أهمية الحمض النووي في ذلك الوقت)، بواسطة لوسي ويلز، عندما كانت تعمل في الهند، في عام 1937. بدا أن حمض الفوليك يعزز تكاثر خلايا سرطان الدم الليمفاوية الحادة (ALL) عند الأطفال المصابين بهذا السرطان. في واحدة من النماذج الأولى لتصميم الأدوية العقلاني (بدلا من الاكتشاف العرضي)، استخدم فاربر نظائر حمض الفوليك التي صنعت من قبل هاريت كيليت ويلابراغادا سوبارو من مختبرات لادريل. كانت هذه النظائر - أولًا أمينوبترين ثم أميثوبترين (الميثوتريكسيت الآن) مضادةً لحمض الفوليك، ومنعت وظائف الإنزيمات التي تتطلب الفوليك لتعمل بشكل صحيح. عند إعطائها للأطفال الذين يعانون من ALL في عام 1948، أصبحت هذه العوامل أول دواء لتحسين حالة الأطفال الذين يعانون من ALL. كانت فترات التحسن قصيرة، ولكن المبدأ كان واضحًا - حيث تستطيع مضادات الفوليك كبح تكاثر الخلايا الخبيثة، وبالتالي يمكنها إعادة إنشاء وظيفة النخاع العظمي الطبيعية. واجه فاربر مقاومة لإجراء دراساته في وقت كان الاعتقاد الطبي الشائع فيه أن سرطان الدم غير قابل للشفاء، وأنه يجدر السماح للأطفال بالموت في سلام. [بحاجة لمصدر] بل قوبل تقرير فاربر الصادر عام 1948 في مجلة نيوإنجلند الطبية بوقاحة وسخرية. [بحاجة لمصدر]

في عام 1947، أصبحت بطل البيسبول بيب روث، الذي كان مكافحًا ضد سرطان البلعوم الأنفي، واحدًا من أول الأشخاص الذين تناولوا تيرابترين (على غرار الأمينتوبرين). قام الدكتور ريتشارد لويسون من مستشفى جبل سيناء في نيويورك بإدارة خطة العلاج، وعلى مدار عدة أشهر، بدأت حالة روث في التحسن. ومع ذلك، توفي روث في العام التالي.
في عام 1951، أظهرت جين سي رايت استخدام الميثوتريكسيت في الأورام الصلبة، مما أظهر تحسّنًا في سرطان الثدي. كانت مجموعة رايت أول من أظهر استخدام الدواء في الأورام الصلبة، بدلاً من سرطان الدم، الذي يعتبر سرطان نخاعي. بعد عدة سنوات في المعهد الوطني للسرطان، أظهر روي هيرتز ومين تشيو لي شفاءً كاملًا في النساء المصابات بسرطان المشيمة والورم الغدي المشيمي في عام 1956،  واكتشفوا أن الميثوتريكسيت وحده يمكن أن يعالج سرطان المشيمة (1958)، وهو سرطان خبيث في الخلايا الجرمية التي تنشأ في خلايا الأرومة الغاذية في المشيمة. في عام 1960 رايت وآخرون حققوا إنجازًا في الفطريات الفطرية.

## 6-MP ، القلويات العناقية
بدأ جوزيف بورشنال، في مركز سلون كيترينج التذكاري للسرطان في نيويورك، بمساعدة فاربر، دراسته الخاصة بالميثوتريكسات ووجد نفس الآثار. ثم قرر محاولة تطوير مضادات الأيض بنفس طريقة فاربر، عن طريق إجراء تغييرات صغيرة في المستقلب الذي تحتاجه الخلية للانقسام. بمساعدة جورج هيتشينغز وجيرترود إيليون، وهما كيميائيان صيدلانيان كانا يعملان في شركة بوروز ويلكوم في توكاهو، تم اختبار العديد من نظائرها البيورينية، وبلغت ذروتها باكتشاف 6 ميركابتوبورين (6-MP)، والذي ظهر لاحقًا لـ يكون دواء مضادًا فعالًا للغاية.
وجدت شركة إيلي ليلي للمنتجات الطبيعية أن قلويات عناقيّات مدغشقر (Vinca rosea)، التي اكتشفت أصلاً في تقصّي الأدوية المضادة لمرض السكري، منعت انتشار خلايا الورم. وقد تبين فيما بعد أن التأثير المضاد للورم للقلويات العناقية (مثل فينكريستين) يرجع إلى قدرتها على تثبيط قلويات بلمرة البروتينات الدقيقة، وبالتالي انقسام الخلايا.

## المركز الوطني لخدمات العلاج الكيميائي للسرطان
ضغط المعهد القومي الأمريكي، برئاسة الدكتور جون ر. هيلر الابن، على كونغرس الولايات المتحدة للحصول على الدعم المالي لأبحاث الجيل الثاني من العلاج الكيميائي. واستجابة لذلك، أنشأ الكونغرس المركز الوطني لخدمات العلاج الكيميائي للسرطان (NCCSC) في المعهد القومي للسرطان في عام 1955. كان هذا أول برنامج اتحادي يروج لاكتشاف مرض السرطان - على عكس الآن، لم تكن معظم شركات الأدوية مهتمة بعد بتطوير عقاقير مضادة للسرطان. وضعت NCCSC المنهجيات والأدوات الحاسمة (مثل خطوط الخلايا والنماذج الحيوانية) لتطوير العلاج الكيميائي.

## المعالجة الكيميائية المتعددة
في عام 1965، حدث تقدم كبير في علاج السرطان. افترض جيمس ف. هولاند وإميل فرايريك وإميل فراي أن العلاج الكيميائي للسرطان يجب أن يتبع إستراتيجية العلاج بالمضادات الحيوية لمرض السل أي باستخدام مزيج من الأدوية، ولكل منها آلية مختلفة للعمل. يمكن أن تتحوّل الخلايا السرطانية إلى مقاوِمة لدواء وحيد، ولكن باستخدام أدوية مختلفة بشكل متزامن سيكون من الصعب على الورم تطوير مقاومة لمجموعة من الأدوية. هولاند، فرايريك، وفري قاموا في وقت واحد بإعطاء ميثوتريكسات (وهو مضاد الفوليك)، فينكريستين (قلوي عناقي)، 6- ميركابتوبورين (6-MP) وبريدنيزون - يشار إليها مجتمعة باسم نظام POMP -، سببت هذه الأدوية مجتمعة تثبيطاً طويل الأجل لسرطان الدم الليمفاوي الحاد عن الأطفال. مع التحسينات الإضافية للنظم الأصلية، وباستخدام الدراسات السريرية العشوائية التي أجراها مستشفى سانت جود لبحوث الأطفال، ومجلس البحوث الطبية في المملكة المتحدة (بروتوكولات المملكة المتحدة) وبرلين الألمانية - فرانكفورت - ومجموعة التجارب السريرية في مونستر (بروتوكولات ALL-BFM)، أصبح السرطان الليمفاوي في الأطفال مرضًا قابلًا للشفاء إلى حد كبير.
امتد هذا النهج ليشمل الأورام اللمفاوية في عام 1963 من قبل فنسنت ت. ديفيتا وجورج كانيلوس في المعهد القومي للسرطان، الذي أثبت في نهاية المطاف في أواخر 1960s أن الخردل النيتروجيني، فينكريستين، بروكاربازين وبريدنيزون - المعروف باسم نظام MOPP - قادر على علاج المرضى الذين يعانون من السرطان الليمفاوي الهودجكيني واللاهودجكيني
حاليا، كل نظم العلاج الكيميائي الناجحة تقريبًا تستخدم هذا النموذج من أدوية متعددة في وقت واحد وتسمّى الجمع بين العلاج الكيميائي أو المعالجة الكيميائية المتعددة.

## العلاج المساعد
كما تنبأت الدراسات التي أجريت على النماذج الحيوانية، كانت الأدوية أكثر فعالية عند استخدامها في المرضى الذين يعانون من أورام ذات حجم أصغر. تم تطوير إستراتيجية مهمة أخرى بناءً على هذه المعلومة - إذا كان من الممكن تقليل عبء الورم أولاً عن طريق الجراحة، فإن العلاج الكيميائي قد يكون قادرًا على إزالة أي خلايا خبيثة متبقية، حتى لو لم يكن فعالًا بدرجة كافية لتدمير الورم بالكامل. هذا النهج كان يسمى «العلاج المساعد».
لقد أثبت إميل فراي هذا التأثير لأول مرة - جرعات عالية من الميثوتريكسيت حالت دون تكرار الإصابة بساركوما العظام بعد الاستئصال الجراحي للورم الأساسي. 5-فلورويوراسيل، الذي يحول دون ثيميديلات سينسيز، تبين لاحقا أنه يحسن البقاء على قيد الحياة عند استخدامه كمساعد للجراحة في علاج المرضى الذين يعانون من سرطان القولون. وبالمثل، أثبتت التجارب البارزة التي أجراها بيرنارد فيشر، رئيس المشروع الوطني الجراحي للصدر والثدي المصاحب، وجيان بونادونا، العاملان في استيتوتو ناسيونالي توموري دي ميلانو، إيطاليا، أن العلاج الكيميائي المساعد بعد الاستئصال الجراحي الكامل لأورام الثدي يطيل من البقاء على قيد الحياة - لا سيما في الأورام الأكثر تقدما.

## اكتشافات الأدوية في المعهد القومي للسرطان، وأماكن أخرى

### مبادرات زوبرود
في عام 1956، تولى سي. جوردون زوبرود، الذي كان يقود سابقًا تطوير أدوية مضادة للملاريا لجيش الولايات المتحدة، مسؤولية قسم علاج السرطان في المعهد القومي للسرطان لتطوير عقاقير جديدة. في العقدين التاليين لإنشاء المعهد، تطورت شبكة كبيرة من مجموعات التجارب السريرية التعاونية تحت رعاية المعهد القومي للسرطان لاختبار عوامل مضادة للسرطان. كان لزوبرود اهتمام خاص بالمنتجات الطبيعية، وأنشأ برنامجًا واسعًا لجمع واختبار المصادر النباتية والبحرية، وهو برنامج مثير للجدل أدى إلى اكتشاف التاكسان (في عام 1964) والكامبوتيثين (في عام 1966). قام بعزل كل من الدوائيين واختبارهما في مختبرات جدار مونرو في معهد مثلث البحوث.

### التاكسول
كان باكليتاكسيل (تاكسول) دواءً جديدًا مضادًا للسرطان يعمل من خلال تجميع الأنيبيبات الدقيقة. ثبت أن هذا العامل يصعب توليفه ولا يمكن الحصول عليه إلا من لحاء شجرة الطقسوس، مما اضطر المعهد القومي للسرطان إلى العمل المكلف المتمثل في حصاد كميات كبيرة من أشجار الطقسوس من الأراضي العامة. بعد 4 سنوات من الاختبار السريري للأورام الصلبة، وجد في عام 1987 (بعد 23 عامًا من اكتشافه الأولي) أنه فعال في علاج سرطان المبيض. والجدير بالذكر أن هذا الدواء، على الرغم من أنه تم تطويره بواسطة المعهد القومي للسرطان بالشراكة مع Bristol-Myers Squibb، فقد سُّوق له بشكل حصري بواسطة BMS (التي استخدمت المنهجية التركيبية التي طورها روبرت هولتون في جامعة ولاية فلوريدا) واستمرت في تحقيق أكثر من مليار دولار من الأرباح من التاكسول. [بحاجة لمصدر]

### Camptothecins
فئة أخرى من الأدوية صنعت على يد المعهد القومي كانت الكامبتوثينات. الكامبتوثين، المستمد من شجرة زينة صينية، يمنع التوبويزوميراز الأول، وهو إنزيم يسمح بفك الحمض النووي. على الرغم من أنه بدا واعدًا في الدراسات قبل السريرية، لم يكن للدواء إلا القليل من النشاط المضاد للورم في التجارب السريرية المبكرة، وكانت الجرعات محدودة بسبب تسمم الكلى: حلقة اللاكتون غير مستقرة في درجة الحموضة المحايدة، بينما كان الدواء نشطًا في البيئة الحمضية للكلى، مما أضرّ بالأنابيب الكلوية. في عام 1996، حصل نظير أكثر ثباتًا، وهو irinotecan ، على موافقة إدارة الغذاء والدواء (FDA) لعلاج سرطان القولون. في وقت لاحق، أمكن أيضًا استخدام هذا الدواء لعلاج سرطان الرئة وسرطان المبيض.

### الأدوية المبنية على البلاتينيوم
اكتشف السيسبلاتين، وهو مركب قائم على البلاتين، من قبل باحث في جامعة ولاية ميشيغان، بارنيت روزنبرغ، يعمل بموجب عقد المعهد القومي للسرطان. كان هذا اكتشافًا آخر رائعًا: فقد أراد روزنبرغ في البداية استكشاف الآثار المحتملة لحقل كهربائي على نمو البكتيريا. ولاحظ أن البكتيريا توقفت بشكل غير متوقع عن الانقسام عند وضعها في حقل كهربائي. متحمسَّا، قضى أشهرًا يختبر هذه الظاهرة ويحاول تعليلها. لكنه شعر بخيبة أمل عندما اكتشف أن السبب كان عبارة عن خطأ في التجربة -ثُبّط الانقسام البكتيري في أحد منتجات التحليل الكهربائي للقطب الكهربائي بدلاً من المجال الكهربائي. ولكن هذا الاكتشاف العرضي سرعان ما بدأ سلسلة من الدراسات والأبحاث حول تأثيرات مركبات البلاتين على انقسام الخلايا، وبلغت ذروتها في تخليق السيسبلاتين. كان هذا الدواء محوريا في علاج سرطان الخصية. في وقت لاحق، وسعت إيف ولتشاو وآخرون في معهد أبحاث السرطان في المملكة المتحدة الفائدة السريرية لمركبات البلاتين بتطورها للكاربوبلاتين، وهو مشتق من السيسبلاتين مع نشاط مضاد للأورام واسع النطاق وأقل سمية كلوية نسبيا.

### نترورويوريا
مجموعة ثانية من تعاقدات المعهد القومي للسرطان، بقيادة جون مونتغمري في معهد الأبحاث الجنوبي، ألّفوا النتروزوز، وهو مادة مؤلكلة تتفاعل مع الحمض النووي. تطوير فلودارابين الفوسفات، وهو نظير البيورين الذي أصبح دعامة أساسية في علاج المرضى الذين يعانون من سرطان الدم الليمفاوي المزمن، كان إنجازًا آخر لمونتغمري.

### أنثراسيكلين وإيبودوفيلوتوكسين
ظهرت أيضًا مواد أخرى فعالة خلال الفترة من 1970 إلى 1990، بما في ذلك الأنثراسايكلين  وإيبودوفيل ألوتوكسين - وكلاهما يمنع عمل توبويزوميراز II، وهو إنزيم مهم لتخليق الحمض النووي.

## الرعاية الداعمة خلال العلاج الكيميائي
كما هو واضح من أصول هذه الأدوية، الأدوية الكيميائية للسرطان هي مجرّد سموم في أساسها. عانى المرضى الذين يتلقون هذه الأدوية من آثار جانبية حادة حدّت من الجرعات التي يمكن تناولها، ومن ثم حدّت من الآثار المفيدة. أدرك الباحثون السريريون أن القدرة على إدارة هذه السميات كانت حاسمة لنجاح العلاج الكيميائي للسرطان.
عدة أمثلة جديرة بالملاحظة. العديد من العوامل العلاجية الكيميائية تتسبب في تثبيط عميق لنخاع العظام. هذا التأثير وقتي طبعًا، ولكنه يستغرق وقتا طويلا للتعافي. تعد عمليات الدعم كنقل الصفائح الدموية والخلايا الحمراء وكذلك المضادات الحيوية واسعة النطاق في حالات الإصابة البكتيرية خلال فترة العلاج أمرًا ضروريًا للسماح للمريض بالتعافي.
العديد من العوامل العملية تستحق الذكر. تسببت معظم هذه الأدوية في غثيان شديد للغاية (يُسمى الغثيان والقيء الناجم عن العلاج الكيميائي (CINV) في الأدبيات) والذي، على الرغم من عدم التسبب مباشرة في وفيات المرضى، كان غير محتمل في الجرعات العالية. كان تطوير عقاقير جديدة للوقاية من الغثيان (النموذج الأولي الذي كان أوندانسيترون) ذا فائدة عملية كبيرة، وكذلك تصميم القسطرة الوريدية السكانية (على سبيل المثال خطوط هيكمان وخطوط PICC) التي سمحت بتقديم علاج كيميائي وعلاج الداعم أكثر أمانًا.

## زرع نخاع العظم
أحد المساهمات الهامّة خلال هذه الفترة هي اكتشاف وسيلة سمحت بإعطاء جرعات مميتة سابقًا من العلاج الكيميائي. تم حصاد نخاع عظم مريض لأول مرة وعلاجه كيميائيًا ثم إعادة زرعه في المريض بعد بضعة أيام. هذا النهج، الذي يطلق عليه زرع نخاع العظم الذاتي، كان يعتقد في البداية أنه مفيد لمجموعة واسعة من المرضى بمن فيهم المصابون بسرطان الثدي المتقدم. ومع ذلك، فشلت الدراسات الصارمة لتأكيد هذه الفائدة، ولم يعد زرع الأعضاء الذاتية يستخدم على نطاق واسع للأورام الصلبة. تقتصر الفوائد العلاجية المؤكدة للجرعات العالية من العلاج الكيميائي التي يوفرها الإنقاذ الذاتي لنخاع العظم على مرضى ليمفوما هودجكين ومرضى ليمفوما اللاهودجكين الذين فشلوا في علاجهم باستخدام العلاج الكيميائي التقليدي. يستمر زرع الأعضاء ذاتيًا كعنصر من عناصر العلاج لعدد من الأورام الخبيثة الدموية الأخرى.

## العلاج المضاد للهرمونات
تم الاعتراف بالمساهمة الهرمونية في عدة فئات من أنواع فرعية من سرطان الثدي خلال هذا الوقت، مما أدّى إلى تطوير المعدلات الدوائية (مثل هرمون الاستروجين) مثل تاموكسيفين.

## العلاج الموجه

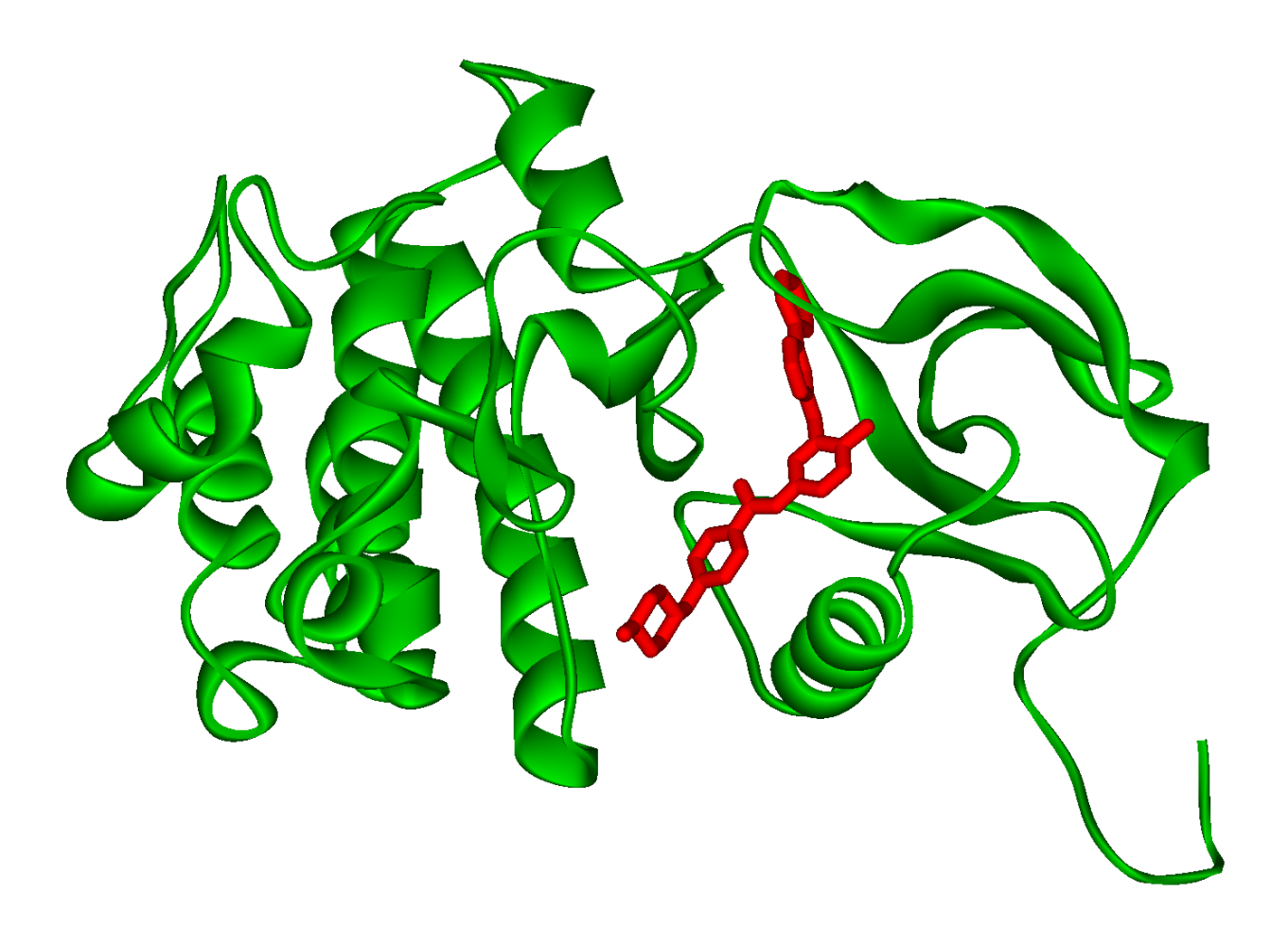
كيناز ار-ABL، والذي يسبب ابيضاض المحببات المزمن، يُثبط بواسطة إيماتينب (الجزيء الصغير).

كشفت الوراثة الجزيئية عن شبكات إشارات تنظم الأنشطة الخلوية مثل الانتشار والبقاء. في سرطانات معينة، قد تتغير هذه الشبكة بشكل جذري، بسبب حدوث طفرة جسدية. العلاج الموجه يمنع مسار التمثيل الغذائي الذي يقوم عليه هذا النوع من انقسام الخلايا السرطانية.

### مثبطات التيروزين كيناز
المثال الكلاسيكي للعلاج الموجه هو إيماتينيب ميسيلات (جليفيك)، وهو جزيء صغير يمنع الإنزيم كيناز. كان من المعروف لفترة طويلة أن الشذوذ الوراثي الذي يسبب سرطان الدم النقوي المزمن (CML) هو انتقال كروموسومي يخلق كيناز BCR-ABL غير طبيعي، مما يؤدي إلى تكاثر غير محكم لخلايا سرطان الدم. يقوم إيماتينيب بمنع هذا الكيناز تحديدًا. على عكس العديد من الأدوية الأخرى المضادة للسرطان، فإن هذه الدواء لم يكن مصادفة. قام برايان دروكر، الذي يعمل في جامعة أوريغون للصحة والعلوم، ببحث مكثف عن إنزيم كيناز الشاذ في CML، واستنتج أن تثبيط هذا الكيناز سيسيطر على المرض ويكون له تأثير ضئيل على الخلايا الطبيعية. تعاون دروكر مع الكيميائي نوفارتس نيكولاس ليدون، الذي طور عدة مثبطات تجريبية. وكان إيماتينيب العقار الأنجح في التجارب المعملية. أوضح دروكر أولًا، ومجموعة أخرى من العلماء في جميع أنحاء العالم بعد ذلك، أنه عند استخدام هذا الجزيء الصغير لعلاج مرضى سرطان الدم النقوي المزمن ، فإن 90 ٪ من المرضى يتحقق لهم شفاء كامل. ومن المأمول أن يكون للاستهداف الجزيئي لعيوب جينية في سرطانات أخرى نفس التأثير.

### الأجسام المضادة وحيدة النسيلة
جانب آخر للعلاج الموجه هو الاستخدام المتزايد للأجسام المضادة وحيدة النسيلة في علاج السرطان. على الرغم من أن الأجسام المضادة وحيدة النسيلة (بروتينات مناعية يتم اختيارها بدقة للارتباط بهدف ما) كانت موجودة من عدة عقود، إلا أنها لم تستخدم كثيرًا، فقد كانت مستخلصة من الفئران وسببت العديد من الحساسيات عند نقلها للبشر، بل وصُفيّت من الدم بسرعة كبيرة. كان لابد من اختراع وسيلة لمعالجة هذه الأجسام لتصبح أكثر نفعًا وملائمةً للاستخدام البشري، وكان التعديل الجيني هو الحل. بواسطة التعديل الجيني، طُورت مجموعة واسعة من الأجسام المضادة وحيدة النسيلة والتي اتسمت بفاعلية شديدة في العلاج. تراستوزوماب هو أحد ألمع الأمثلة، والذي استخدم في علاج سرطان الثدي.

## فعالية العلاج
اكتشاف أن بعض المواد الكيميائية السامة التي تدار في تركيبة يمكنها علاج بعض أنواع السرطان هي واحدة من أكبر المعجزات في الطب الحديث. ALL عند الأطفال، وسرطان الخصية، ومرض Hodgkins، الذي كان قاتلاً في السابق، أصبحت كلها الآن أمراضاً قابلة للشفاء عموماً. أظهر العلاج الكيميائي السام للخلايا التقليدية القدرة على علاج بعض أنواع السرطان، ومنها سرطان الخصية، ومرض هودجكين، وسرطان الغدد اللمفاوية غير هودجكين، وبعض أنواع سرطان الدم. لقد أثبت أيضًا فعاليته كعلاج مساند، في تقليل خطر التكرار بعد الجراحة لسرطان الثدي شديد الخطورة وسرطان القولون وسرطان الرئة، من بين أمور أخرى.  
يمكن أن يكون من الصعب تقدير التأثير الكلي للعلاج الكيميائي على بقاء السرطان، نظرًا لتحسن طرق فحص السرطان والوقاية منه (مثل حملات مكافحة التدخين)، وطرق التشخيص كذلك، إذ تؤثر هذه العوال على عدد الإصابات بالسرطان والوفيات. في الولايات المتحدة، كانت معدلات الإصابة بالسرطان مستقرة من عام 1995 إلى عام 1999، في حين انخفضت معدلات الوفيات بالسرطان بشكل مطرد من عام 1993 إلى عام 1999. مرة أخرى، يعكس هذا على الأرجح التأثير المشترك لتحسين الفحص والوقاية والعلاج. ومع ذلك، لا يزال السرطان سببًا رئيسيًا للمرض والموت، وقد أثبت العلاج الكيميائي السام للخلايا التقليدي أنه غير قادر على علاج معظم أنواع السرطان بعد انتقاله.

## روابط خارجية
- الخط الزمني للعلاج الكيميائي للسرطان هو الخط الزمني للمعالم الرئيسية في العلاج الكيميائي للسرطان من المعهد الوطني للسرطان والذي يتضمن ذكريات الأشخاص المشاركين في جهد NCI. جمعت هذه المعالم بمناسبة الذكرى الخمسين لإنشاء مركز الخدمة الوطنية للعلاج الكيميائي للسرطان (CCNSC).